# Rezerwat przyrody Sochy

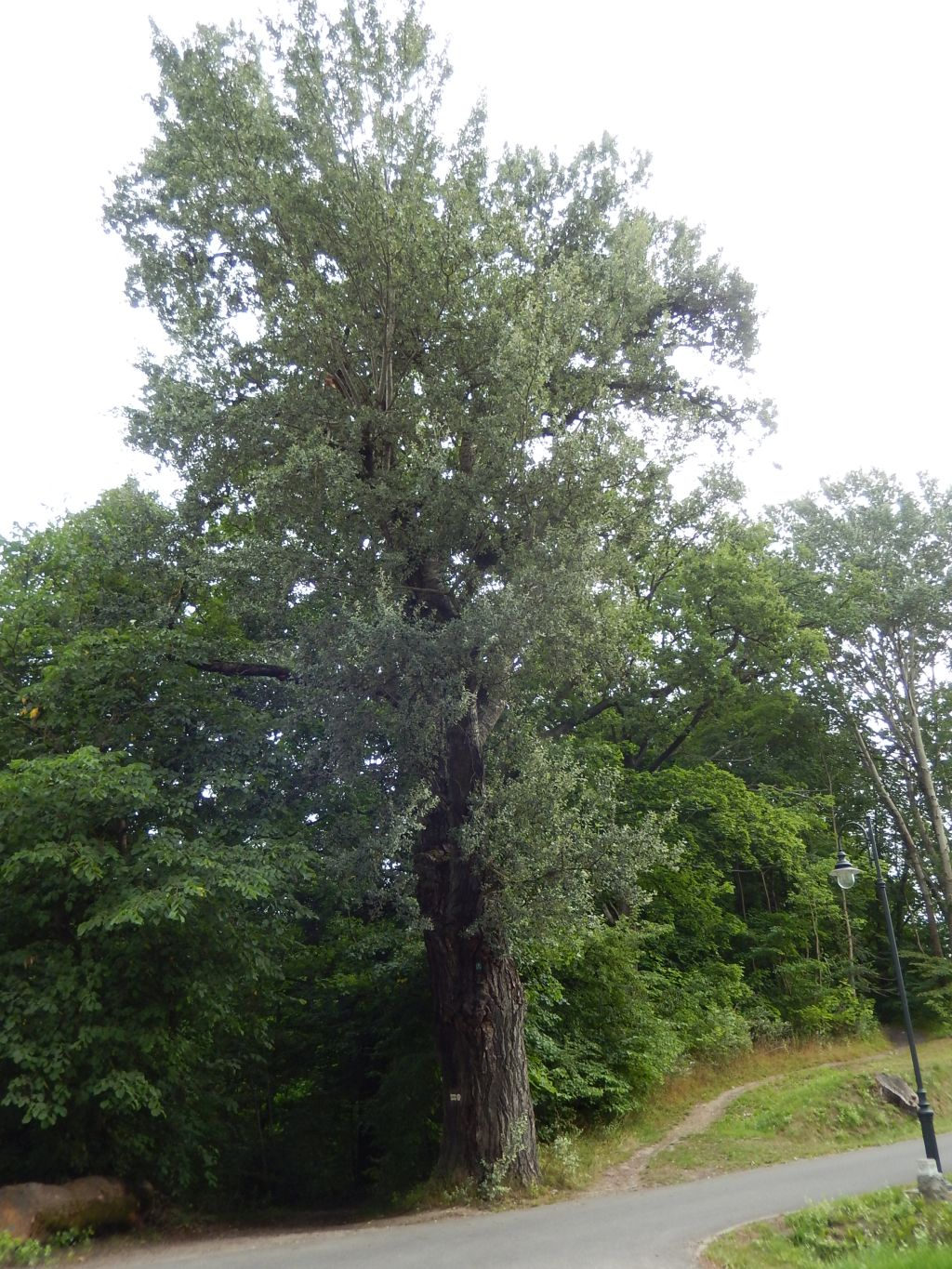
Topola biała.

Rezerwat przyrody Sochy – leśny rezerwat przyrody istniejący w latach 1953–1970 i ponownie od 2025. Położony był na terenie dawnej wsi Sochy w gminie i od 1954 gromadzie Charzewice (woj. rzeszowskie). Obecnie teren ten leży w granicach Rozwadowa, części Stalowej Woli (woj. podkarpackie).
Obszar chroniony został utworzony 20 września 1953 na podstawie Zarządzenia Ministra Leśnictwa z dnia 25 sierpnia 1953 r. w sprawie uznania za rezerwat przyrody. Zlikwidowano go z dniem 16 stycznia 1970 w związku z zanikiem przedmiotu ochrony na podstawie Zarządzenia Ministra Leśnictwa i Przemysłu Drzewnego z dnia 10 grudnia 1969 r. w sprawie zniesienia ochrony obszaru uznanego za rezerwat przyrody w Leśnictwie Charzewice, Nadleśnictwa Rozwadów. Wniosek o ponowne utworzenie rezerwatu został złożony 6 lutego 2020 r., rezerwat został utworzony Zarządzeniem Regionalnego Dyrektora Ochrony Środowiska w Rzeszowie z dnia 28 marca 2025 r. w sprawie uznania za rezerwat przyrody Sochy.

## Położenie
Ziemie, na których znajdował się rezerwat, do 1944 należały do rodu Lubomirskich, później przejęły je Lasy Państwowe. Rezerwat obejmował powierzchnię 45,44 ha, zaś powierzchnia otuliny wynosiła ok. 35 ha. Położony był w granicach Soch w gminie (od 1954 w gromadzie) Charzewice, obejmował też fragment  lasu liściastego, dawnej puszczy sandomierskiej, wielkości ok. 1 hektara, w Nadleśnictwie Charzewice, Leśnictwa Rozwadów. Leżał przy starorzeczu rzeki San, na jej lewym brzegu  – tzw. Zakole Rzeczyckie.
Aktualnie rezerwat obejmuje las o powierzchni 42,13 ha (w nowe granice nie włączono dwóch niewielkich wydzieleń leśnych). 

## Charakterystyka i historia
Już w latach 30. XX wieku, 15-hektarowy fragment okolicy wsi Sochy, został objęty ochroną – powstanie m.in. hodowli bażantów, tzw. Bażantarni założonej przez  Jerzego Lubomirskiego. Rezerwat ponownie utworzono w celu zachowania ze względów naukowych i dydaktycznych lasu z rzadko spotykanym drzewostanem. Teren porasta łęg z topolami czarnymi i białymi o dużej wysokości, zamieszkują tam także różne ptaki (m.in. sójki, dzięcioły czarny i duży, myszołowy oraz kowaliki). W rozwidleniu tzw. Sanowiska i nowego koryta Sanu rośnie do dziś wysoki las. Z daleka już dobrze widać poszczególne okazy wiekowych drzew. Jest to skupisko topoli białej, zwanej też białodrzewem (Populus alba L.) i topoli czarnej (Populus nigra L.). Teren ten porasta pokaźna grupa innych drzew jak jesion, wiąz pospolity, dąb szypułkowy, klon polny, wierzba biała, wierzba krucha, wierzba purpurowa czyli wiklina. W bogatym podszyciu występuje bez czarny, czeremcha, jeżyna popielica czyli ostrężyna, winobluszcz pięciolistkowy, bluszczyk kurdybanek, wyżpin jagodowy, pokrzywa zwyczajna, pokrzywa żegawka, chmiel zwyczajny, glistnik jaskółcze ziele, zawilec gajowy, ziarnopłon wiosenny, jaskry, jasnota biała i plamista i wiele innych ciekawych gatunków roślin. Licznie spotyka się tu wiosną grzyby smardze.
Mimo ustanowienia rezerwatu w drugiej połowie XX wieku, dawne starorzecze Sanu zasypano i poddano melioracji. Wskutek tego obniżył się poziom wód gruntowych, a część łęgu wyschła. Od likwidacji obszaru chronionego las pozostawiono bez większych ingerencji człowieka. Organizacje przyrodnicze w 2020 r. złożyły wniosek o przywrócenie ochrony rezerwatowej lasu w Sochach.
28 marca 2025 zostało podpisane przez Regionalnego Dyrektora Ochrony Środowiska w Rzeszowie zarządzenie w sprawie ponownego ustanowienia rezerwatu przyrody "Sochy".